# Кубик Рубика
Ку́бик Ру́бика (разг. Ку́бик-ру́бик) — популярная головоломка, изобретённая в 1974 году венгерским скульптором и преподавателем архитектуры Эрнё Рубиком. Первая в истории перестановочная головоломка на шарнирах, идея которой послужила началом к созданию множества других подобных головоломок, в частности серии Кубиков 2×2, 4×4, 5×5, 6×6, 7×7, 8×8 и т. д.
Историческое название — Магический или Волшебный кубик (венг. Bűvös kocka, англ. Magic cube, нем. Zauber Würfel, фр. Le dé Magique), также Венгерский волшебный кубик. В некоторых языках до сих пор более популярны названия Волшебный (кит. 魔方, mó fāng) или Венгерский кубик (ивр. קובייה הונגרית‎), вместо общераспространённого Кубик Рубика.

## История
История кубика Рубика началась в марте 1970 года, когда Ларри Николс изобрёл куб-головоломку 2×2×2 с вращающимися частями, собранными на магнитах. Изобретатель сразу подал заявку на оформление канадского патента и уже 11 апреля 1972 года Николс получил американский патент под номером 3655201 (позднее, в 1986 году апелляционный суд подтвердил, что карманный кубик Рубика 2×2×2, по причине сходства изобретений, нарушает авторские права Николса).
9 апреля 1970 года Франк Фокс подаёт заявку на сферическую головоломку 3×3×3, и 16 января 1974 года получает патент (1344259).
В середине 1970-х Эрнё Рубик работал в отделе Дизайна интерьера в академии Прикладного искусства в Будапеште. Ему никак не удавалось втолковать студентам математическую теорию групп. Занимаясь группами, Рубик однажды сделал 27 деревянных кубиков, раскрасил каждый в шесть цветов. Неожиданно оказалось довольно трудно сложить из них один куб, чтобы каждая грань была окрашена в свой цвет. Сам Рубик бился над задачей целый месяц (хотя сообщается, что первый кубик Рубика был построен как обучающий инструмент, чтобы помочь его студентам понять трёхмерные объекты, фактически первоначальная цель Рубика заключалась в решении проблемы структурного перемещения независимых частей). Но самым сложным оказалось придумать механизм, который состоял из 26 кубиков (в центральном не было необходимости) и структурного крепления.
30 января 1975 года Э. Рубик подал заявку и 28 марта 1977 года получил венгерский патент (HU170062) на своё изобретение, «Магический кубик» (Bűvös kocka).
Первые партии кубиков Рубика были выпущены в конце 1977 года для Будапештского магазина игрушек.
Игрушкой совершенно случайно заинтересовался[когда?] немецкий компьютерный предприниматель венгерского происхождения Тибор Лаци (зайдя в кафе во время деловой поездки в Венгрию выпить кофе, он увидел занимательную вещицу в руках у официанта). Увлекающийся математикой Лаци пришёл в восхищение от игрушки и буквально на следующий день прибыл уже в государственную торговую фирму Konsumex и предложил продавать кубик на Западе. Тогда же он познакомился и с Рубиком.
Заинтересованный Тибор Лаци вышел на владельца Seven Towns Ltd., англичанина Тома Кремера, также венгра по линии матери. Кремер взялся добиться привлечения интереса к головоломке.
В сентябре 1979 года на переговорах в Будапеште был заключён договор с крупной американской компанией Ideal Toy Corporation (позже куплена корпорацией CBS) на поставку в США одного миллиона кубиков. В процессе переговоров всплыла ещё одна проблема — Кубик был запатентован лишь в Венгрии. Американцы же могли торговать товарами, авторские права на которые официально зарегистрированы на территории США. Чтобы хоть как-то уладить это препятствие, в самом начале 1980-го «Магический куб» (Magic Cube) решено было переименовать в кубик Рубика (Rubik’s Cube).[прояснить]
Стараниями Лаци и Кремера в январе — феврале 1980 года состоялся международный дебют кубика. В феврале 1980 года головоломка дебютировала на ярмарках игрушек Лондона, Парижа, Нюрнберга (Nuremberg Toy Fair) и Нью-Йорка.
Американская премьера состоялась 5 мая в Голливуде, а представляла кубик венгерская кинозвезда Жа Жа Габор. Следующие два года стали временем всемирного помешательства, в связи с дефицитом кубов стали производиться подделки в самых разных странах. Только до конца 1982 г. было продано свыше 100 миллионов официальных кубиков и в полтора раза больше подделок. Никаких проблем со сбытом головоломки не было, были проблемы с производством. Венгрия физически не могла делать больше нескольких миллионов штук в год. Фабрики по изготовлению кубиков открываются в Гонконге, Тайване, Коста-Рике и Бразилии.
В 1980 году Кубик Рубика получил венгерский национальный приз за лучшее изобретение и выиграл конкурсы на лучшую игрушку в США, Великобритании, Германии, Франции. Популярность головоломки росла. Сложность сборки кубика вызвала к жизни поток специальных изданий по проблеме: было выпущено более 60 книг. От непрерывной многочасовой игры у людей попросту сводило запястья. Во многих ресторанах кубик входил в число обязательных предметов сервировки стола наряду с солонкой и перечницей. Появилось «Искусство кубика Рубика» (Rubik’s Cube Art) — художники собирали не только сами кубики, но уже из кубиков собирали свои произведения. В 1981 году в Англии проходит церемония представления кубика принцу Чарльзу и леди Диане (тогда же выходит ограниченным тиражом версия, посвящённая их свадьбе, состоявшейся 29 июля 1981, «Royal Puzzle»), головоломка попадает в экспозицию Нью-йоркского музея современного искусства, а годом позже кубик Рубика попадает в Оксфордский словарь.
Сегодня права на кубик Рубика и другие головоломки Эрнё Рубика принадлежат английской компании Seven Towns Ltd., которой уже 40 лет владеет близкий друг Эрнё Рубика — Том Кремер. Под контролем англичан кубик Рубика производится и продаётся во всем мире. Первые оригинальные кубики Рубика были сделаны из цельного пластика. Позже стали производить детали, используя полость внутри. Подавляющее большинство головоломок производится в Китае (район Чэнхай города Шаньтоу известен как «мировая фабрика игрушек»). Также головоломки делают в Германии (Мефферт), Японии (Кацухико Окамото), Греции (Вердес Панайиотис, V-cube), Украине (Разумный кубик/Smartcube, Одесский куб) и некоторые в России. До 1997 года существовал производитель в США Ideal toys, сделавший головоломку звезда Александера.
В СССР кубик появился в 1981 году. Распространённым просторечным названием кубика Рубика было «кубик-рубик», — так например назывались две популярные на советском телевидении песни, одну из которых исполняла певица Наталья Рожкова, а другую — группа «Лейся, песня».

## Конструкция
Основу конструкции составляет трёх-осевая крестовина, удерживающая все элементы кубика:
- 6 центральных элементов, непосредственно соединённых с крестовиной и вращающихся только вокруг своей оси.
- 12 боковых (рёберных) элементов с двумя разноцветными гранями.
- 8 угловых элементов с тремя разноцветными гранями.

Цвета граней кубика имеют стандартный порядок — белый напротив жёлтого, зелёный напротив синего и красный напротив оранжевого.
- Центры
- Рёбра, боковины, борта
- Углы

## Способы решения
Существует множество способов сборки Кубика, наиболее известными из которых являются два:
- Метод послойной сборки — наиболее простой в освоении. Состоит из семи этапов:
  - 1-й слой: Установка боковин (1), Установка углов (2).
  - 2-й слой: Установка боковин (3).
  - Сборка 3-го слоя возможна различными способами, например в такой последовательности: Расстановка рёбер без учёта ориентации (4) и их разворот (5), Расстановка углов без учёта ориентации (6) и их разворот (7).
- Метод Джессики Фридрих или CFOP — основан на методе послойной сборки, отличаясь от него большим количеством применяемых алгоритмов для более быстрой сборки. Состоит из четырёх этапов:
  - Cross — сборка креста (установка боковин 1-го слоя).
  - F2L (first two layers) — сборка первых двух слоёв одновременно путём расстановки по местам подобранной пары элементов из уголка 1-го слоя и ребра 2-го слоя.
  - OLL (orientate last layer) — разворот элементов 3-го слоя одним цветом на грань Кубика, без учёта их правильного положения.
  - PLL (permutate last layer) — перемещение элементов по местам.

## Математика кубика
Число всех достижимых различных состояний кубика Рубика 3x3x3 равно:
{\displaystyle {8!\times 3^{7}\times {\frac {12!}{2}}\times 2^{11}}=} 43 252 003 274 489 856 000 (более чем сорок три квинтиллиона состояний).
Если учитывать ориентацию центральных квадратов, то количество возможных состояний возрастает в 46/2 = 2048 раз. Однако при сборке кубика ориентацию центральных квадратов практически никогда не учитывают, поскольку на обычных кубиках Рубика нет пометок, которые позволяли бы её отслеживать.
История поиска алгоритма Бога для кубика Рубика началась не позже 1980 года, когда открылся список рассылки для любителей кубика Рубика. С тех пор математики, программисты и просто любители стремились найти алгоритм, который бы позволил решать кубик Рубика за минимальное число ходов.
В июле 2010 года программист из Пало-Альто Томас Рокики, учитель математики из Дармштадта Герберт Коцемба, математик из Кентского университета Морли Дэвидсон и инженер компании Google Inc. Джон Детридж доказали, что каждая конфигурация кубика Рубика может быть решена не более чем в 20 ходов. За ход считается поворот внешнего слоя, в том числе на 180°. Таким образом, число Бога в метрике FTM оказалось равно 20 ходам. А в метрике QTM (ход — поворот внешнего слоя на 90°) — 26 ходов.

## Узоры на кубике
На кубике можно собирать различные узоры, получаемые из полностью собранного состояния или из другого узора. Множество узоров можно собрать случайно, просто повторяя какую-либо упорядоченную последовательность вращений, например (R2 L2' x' z)3 — Шахматный кубик, (R L' x' z)4 — Точки, (R L z')6 — Зигзаг.
- Крест и Шахматный кубик
- Точки
- Зигзаг
- Три куба

## Нотация
Для обозначения поворотов используются буквы английского или русского алфавита.
| Значение                       | Международная нотация | Русская нотация |
| ------------------------------ | --- | --------------- |
| Правая грань                   | R (right) — по часовой стрелке со стороны грани R' (штрих) — против часовой R2 — на 180° Rw — вместе с центральным слоем | П П' П2 —       |
| Левая                          | L (left) — по часовой стрелке со стороны грани (противоположно R)                                                        | Л               |
| Передняя (к человеку)          | F (front) | Ф               |
| Задняя                         | B (back) — по часовой стрелке со стороны грани (противоположно F)                                                        | Т               |
| Верхняя                        | U (up) | В               |
| Нижняя                         | D (down) — по часовой стрелке со стороны грани (противоположно U)                                                        | Н               |
| Центральный слой между L и R   | М (middle) — как L М' — как R                                                                                            | СЛ СП           |
| Центральный слой между U и D   | E (equator) — как D | СН              |
| Центральный слой между F и B   | S (standing) — как F | СФ              |
| Перехват по горизонтальной оси | x (поворот кубика целиком как R) x' (как L)                                                                              | ОП ОЛ           |
| Перехват по вертикальной оси   | y (как U) | ОВ              |
| Перехват по передней оси       | z (как F) | ОФ              |